# Molen van Otten
De Molen van Otten is gelegen aan een molentak van de Geul in het Limburgse dorp Wijlre, gemeente Gulpen. Het is een van de weinige watermolens in Nederland met een dubbel waterrad.

## Historie
De geschiedenis van de molen gaat terug tot 1275, toen gebouwd als een banmolen van de heerlijkheid Wijlre. De eerste schriftelijke vermelding is echter van een clerus uit 1420. Een rekening voor het herstel van de molen door de toenmalige Heer van Wijlre, Gerard Scheiffart van Merode, maakt melding van het jaar 1485.
Van oudsher was deze watermolen een koren- en oliemolen. Het huidige molengebouw en het bijbehorende woonhuis dateren uit 1776 zoals de muurankers aangeven. In dat jaar werden de bestaande gebouwen geheel verbouwd en werd er tevens een boerderij en een brouwerij of panhuis bijgebouwd. Eigenaren van het complex waren in die tijd de heren van de vrije rijksheerlijkheid Wijlre. Het woonhuis met molen, boerderij en brouwerij werden door hen verpacht.
Bij de afschaffing van het ancien régime eind achttiende eeuw, kwamen kasteel Wijlre, de molen, de boerderij en de brouwerij in handen van Guillaume Eugene de Massen. In 1871 werd de brouwerij afzonderlijk verkocht aan de brouwer Frederik Edmond Brand; dit was het begin van de Brand’s brouwerij die uitgroeide tot een van de bekendste bierbrouwerijen in Limburg.

## Verval en wederopbouw
In de jaren dertig van de twintigste eeuw raakt de molenaarswoning zwaar beschadigd door een extreem hoge waterstand van de Geul, veroorzaakt door een regenrijke winter. De molen raakte hierna in verval en het herstel zou pas in 1961 plaatsvinden. Kasteel, molen en boerderij bleven tot 1949 het eigendom van de nazaten van de familie Massen. De molen en boerderij werden verkocht aan de familie Otten, sindsdien wordt de molen Molen van Otten genoemd.
Otten begon te experimenteren met het opwekken van elektriciteit door middel van waterkracht en hij slaagde er zelfs in om de boerderij met de door de molen opgewekte stroom van elektriciteit te voorzien. In 1981 werd na een omvangrijke restauratie gestart met een proef om de molen als kleinschalige elektriciteitscentrale in te schakelen. De molen levert gemiddeld 18 kW, waarvan een deel wordt gebruikt voor het complex en een deel kon aan het elektriciteitsnet worden geleverd. Dit project was een proefproject voor kleinschalige energieopwekking dat door de PLEM werd gesubsidieerd.
Momenteel zijn de stallen en schuren omgebouwd tot vakantieappartementen.
De Molen van Otten is een rijksmonument.

## Zie ook

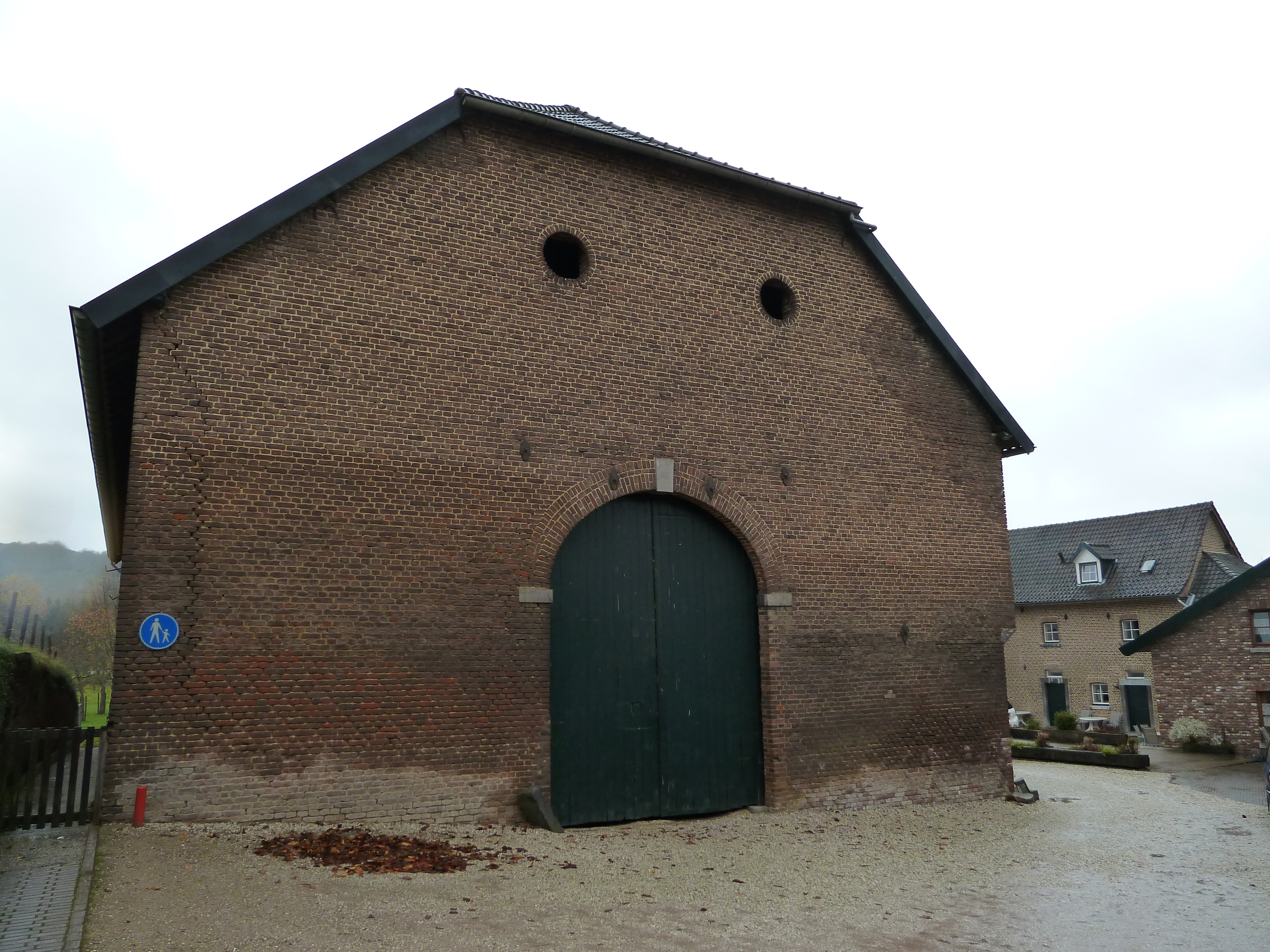
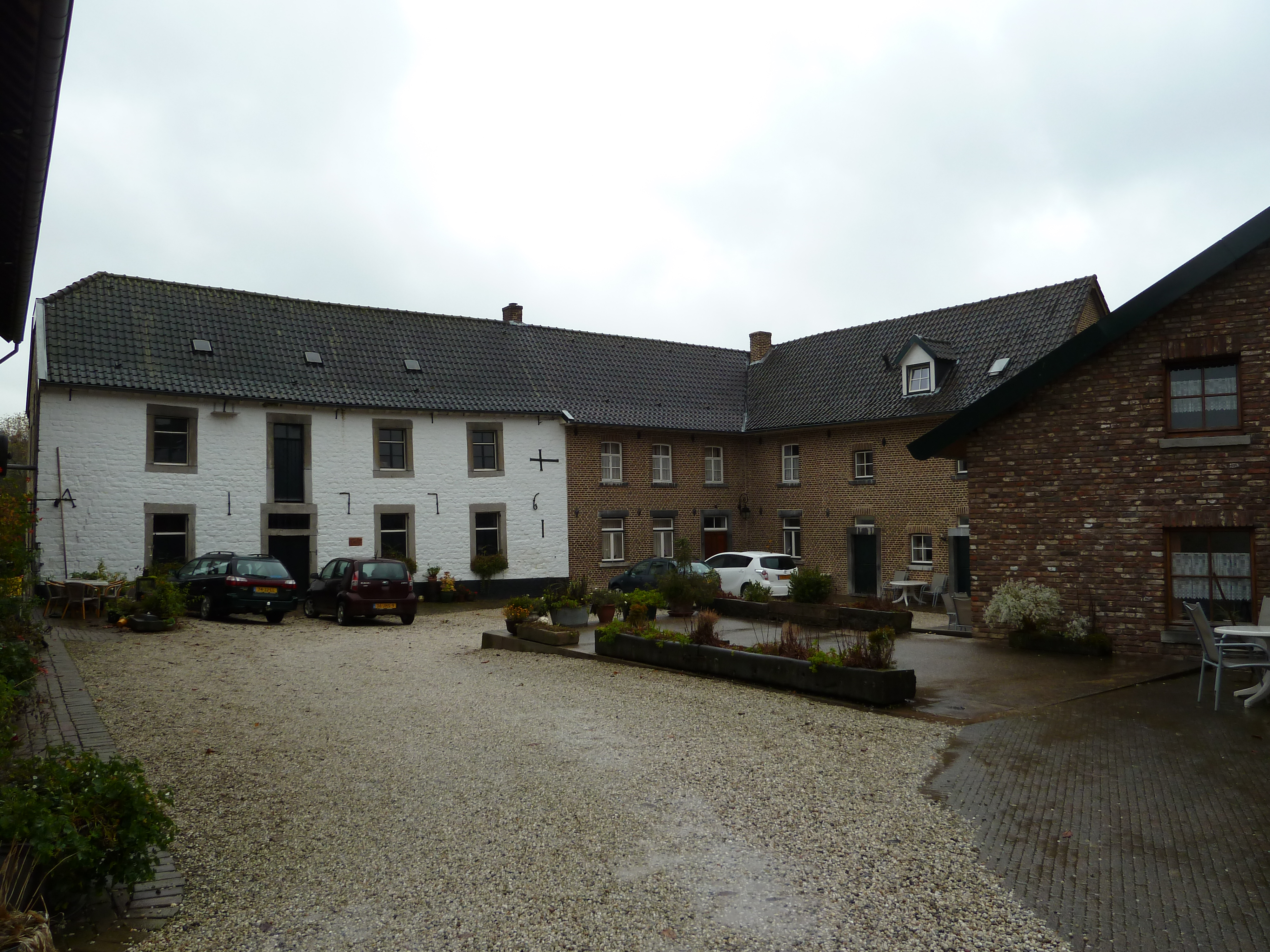
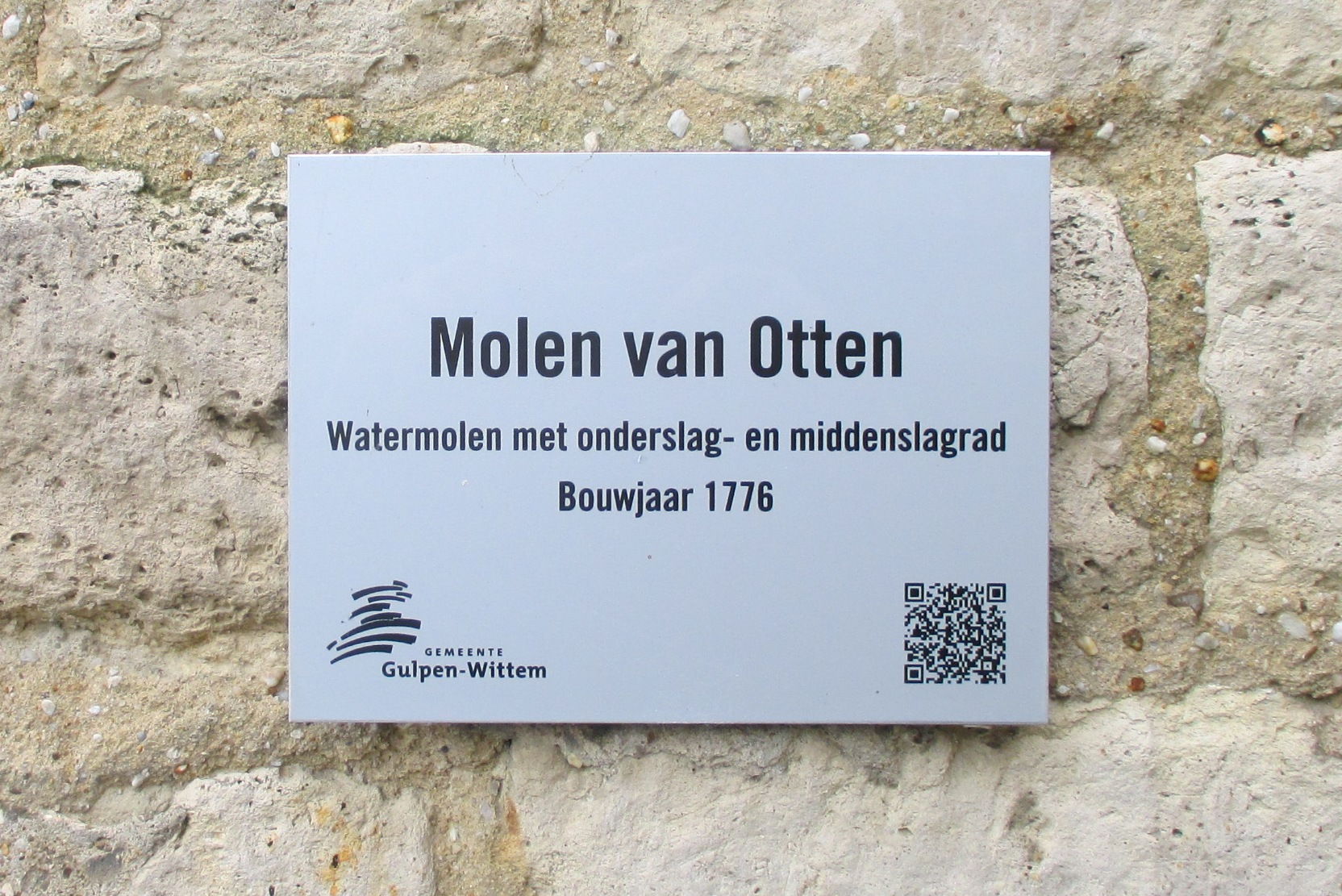
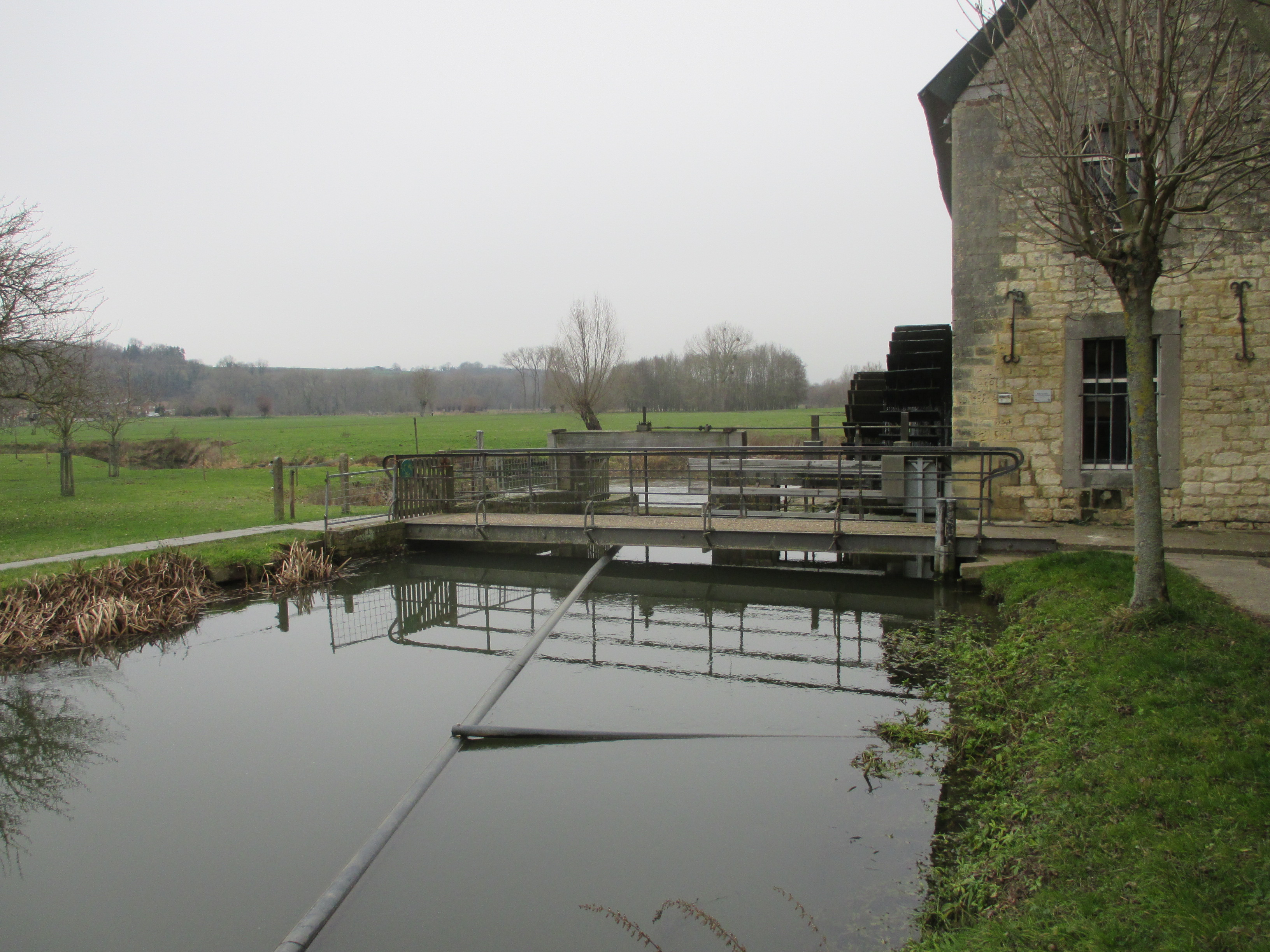
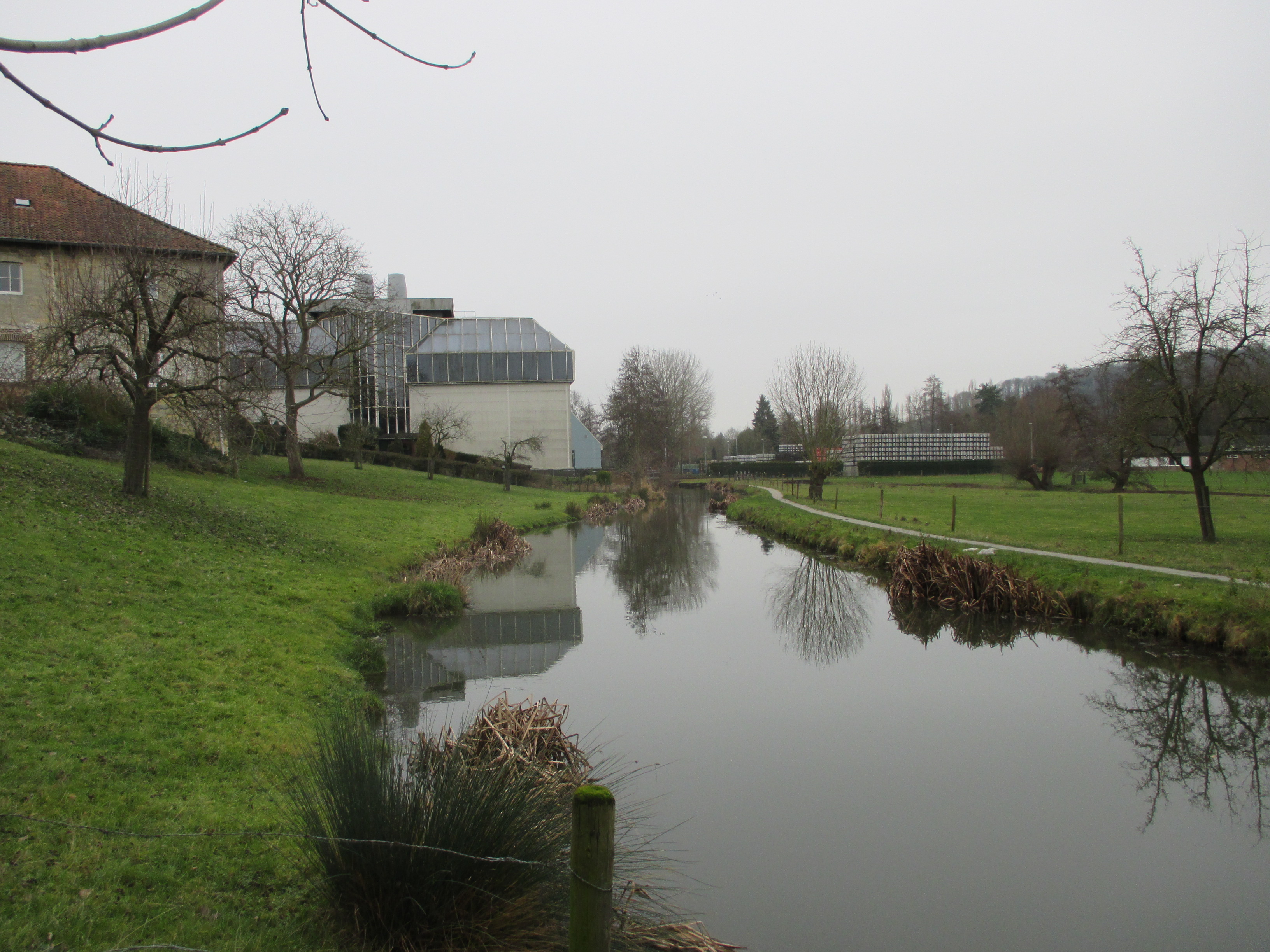
Kleine Geul richting zuiden. Achtergrond: Brand brouwerij
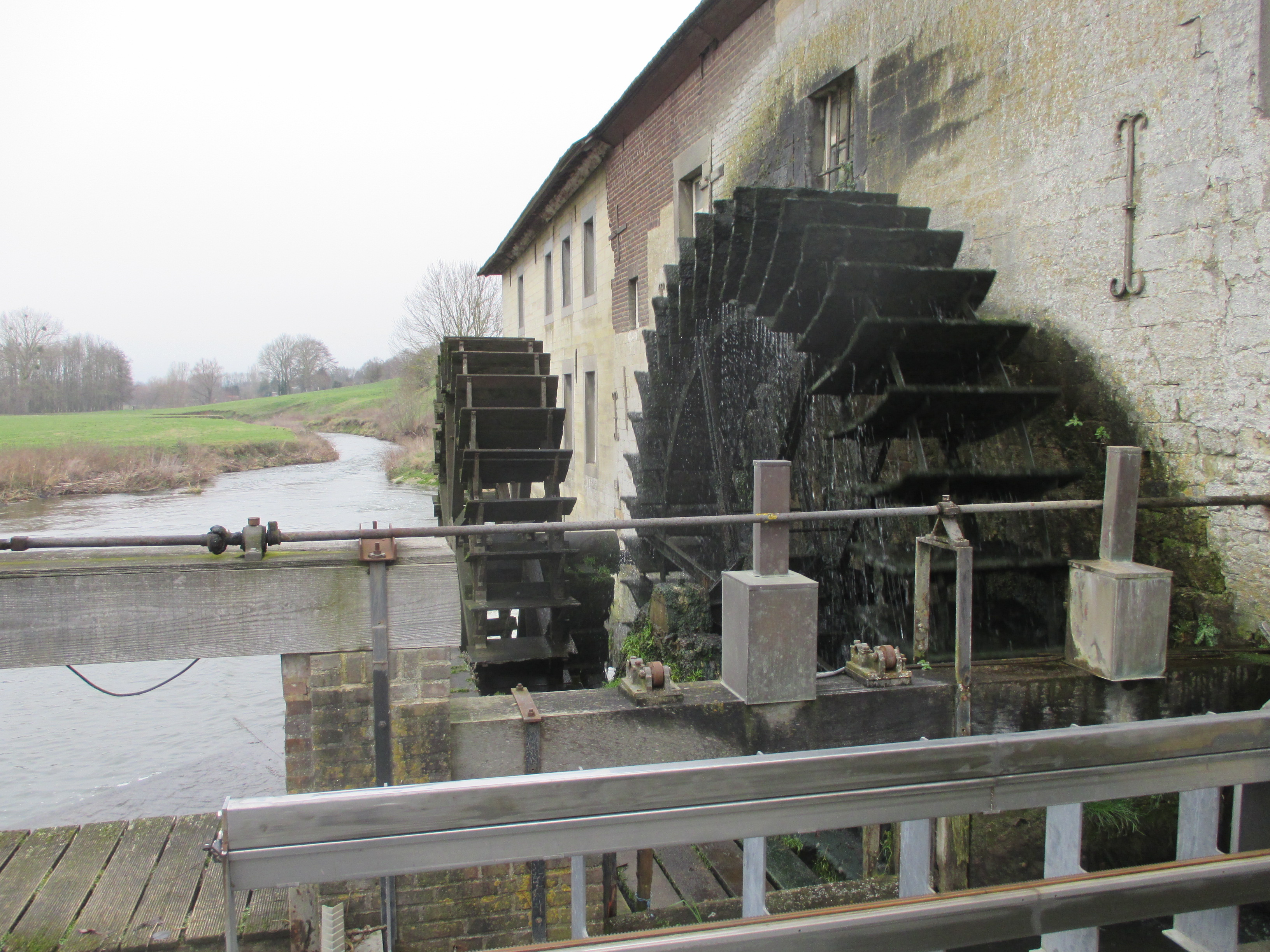
Kleine Geul richting noorden.
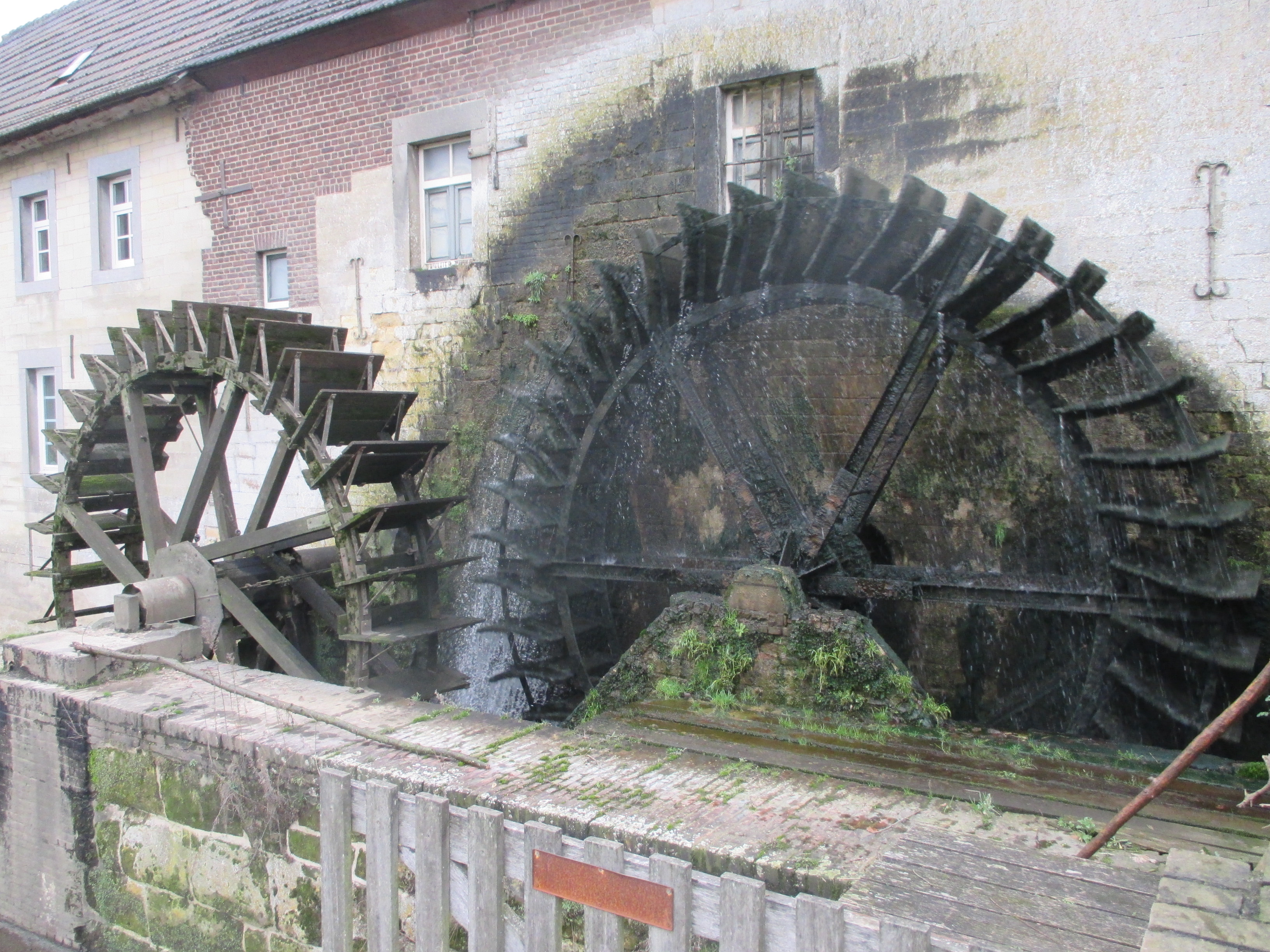
Dubbel waterrad
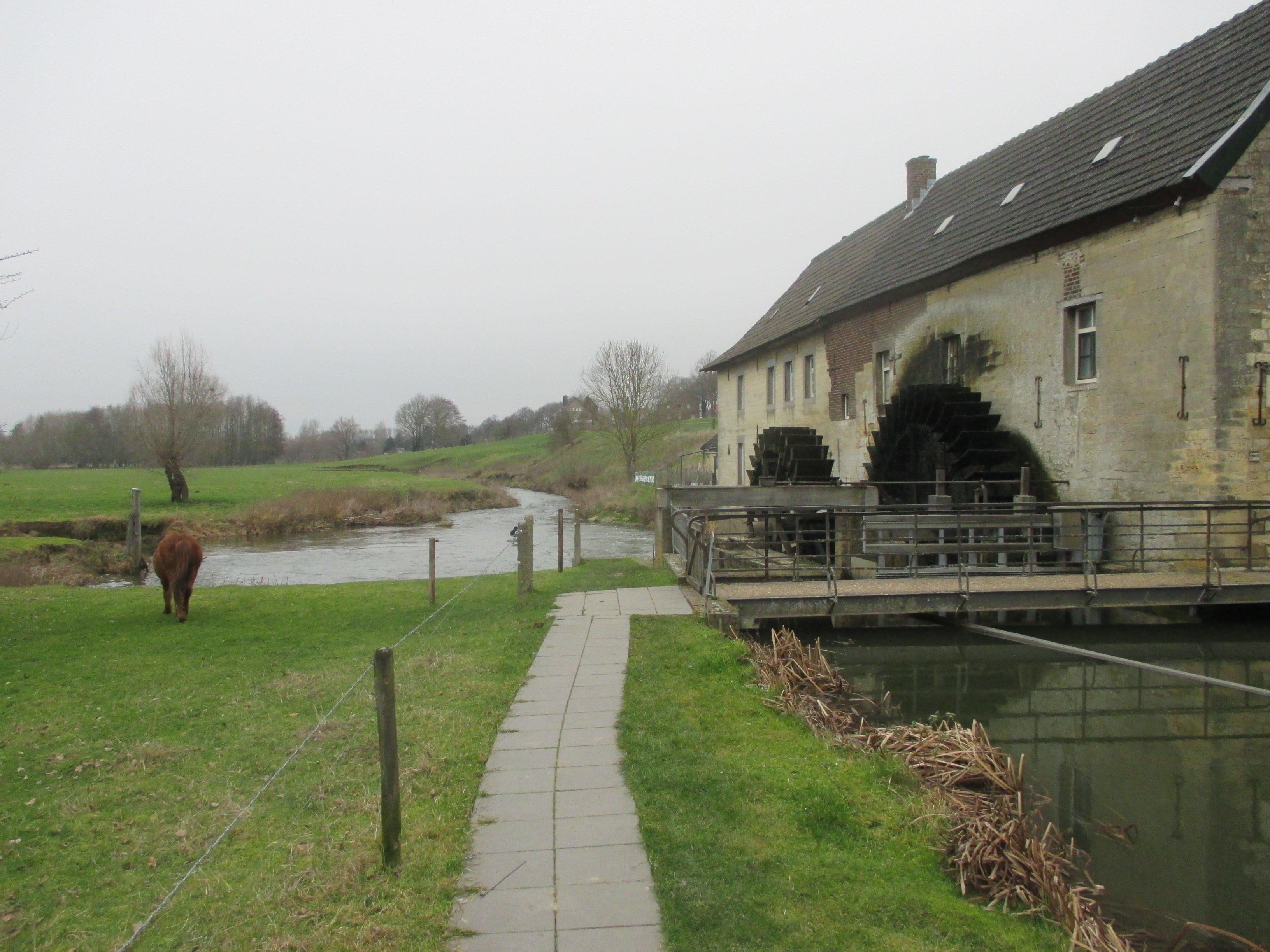